# Régiments de parachutistes commandos
Les régiments de parachutistes commandos (RPC) sont des régiments de parachutistes appartenant aux forces terrestres de l'armée algérienne. Ces régiments sont des régiments dits de « troupes spéciales » de par leurs missions, et de par leur statut.

## Historique

### Avant les années 1990
Auparavant les parachutistes de l'armée algérienne n'étaient pas sous la forme de régiments mais de groupes, les premiers régiments de parachutistes firent donc leurs apparitions dans les années 1980, les premiers régiments ont été le 4e RAP de Laghouat, le 12e RAP de Biskra et le 18e RAP de Hassi-Messaoud.
Autrefois les régiments de para-commandos avaient comme dénomination "Régiment Aéroporté Parachutiste" (RAP) cependant quelques années après leur création, ils furent nommés "Régiment de Parachutistes Commandos" (RPC).

### Pendant la décennie noire
C'est à la fin des années 1980 que ces régiments sont devenus des unités spéciales au vu de la crise sociale que connaissait le pays à l'époque, les commandos parachutistes participèrent petit à petit à la lutte antiterroriste.
Ils devaient protéger les lieux stratégiques de la capitale (la Télévision algérienne, la Radio algérienne etc).
De plus dans les années 1990 pendants les événements de la décennie noire, les régiments ont été déplacés aux alentours d'Alger, cela a commencé dès la fin des années 1980 avec le déplacement de certaines compagnies du 12e RPC de Biskra.
En 1992, le centre de conduite et de coordination des actions de lutte antisubversive (CLAS) a été créé, et les régiments de commandos parachutistes furent déplacés dans l'Algérois.
Les 3 régiments furent intégrés au CLAS et leurs principales missions furent la lutte antiterroriste, la lutte contre guérilla.
Le 4e RPC fut déplacé de Laghouat à Meftah, le 12e RPC fut déplacé de Biskra à Blida, et le 18e RPC fut déplacé à son tour de Hassi-Messaoud à Boufarik.
C'est à ce moment-là que la lutte antisubmersive à grande échelle a réellement commencé principalement par les forces spéciales, du groupement d'intervention spécial du DRS, ou encore des groupes de L'organisation nationale de la répression du banditisme (ONRB) de la police, en passant par les gendarmes du groupement d'intervention rapide (GIR) et du détachement spécial d'intervention (DSI).
Le 1er RPC et le 5e RPC quant à eux ont été créés en 1995.
Ces régiments ont ensuite été intégrés au centre de conduite et de coordination des actions de lutte antisubversive (CLAS) en 1995 également.

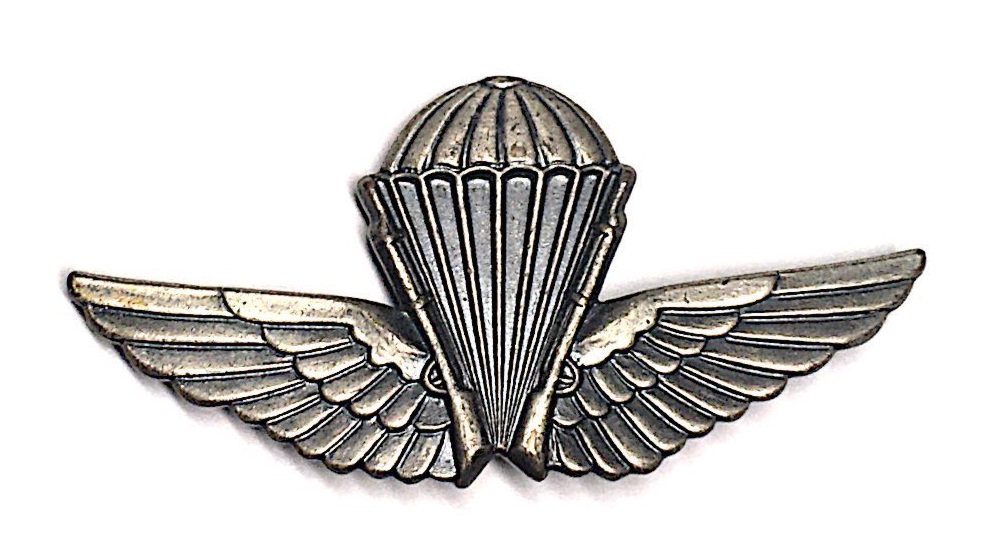
Insigne du brevet de parachutiste de l'armée algérienne.

### De nos jours
À la suite des événements de la décennie noire, et de l’apaisement du climat social au début des années 2000, les régiments ont réintégré leurs cantonnements de base.
De plus le 6e RPC est le dernier régiment à avoir été créé car ce dernier a été créé en 2009.
Aujourd'hui les régiments de parachutistes commandos participent régulièrement à des opérations de ratissage, de traque, de surveillance et de sécurisation des frontières. Ils participent massivement à la lutte antiterroriste, et à la lutte contre les trafics illicites (armes, drogue etc).

## Organisation
Les régiments de parachutistes commandos sont composées de 6 régiments de parachutistes :  
- 1er Régiment de parachutistes commandos (1er RPC) de Tébessa
- 4e Régiment de parachutistes commandos (4e RPC) de Zenata
- 5e Régiment de parachutistes commandos (5e RPC) de Aïn Arnat
- 6e Régiment de parachutistes commandos (6e RPC) de Jijel
- 12e Régiment de parachutistes commandos (12e RPC) de Bouira
- 18e Régiment de parachutistes commandos (18e RPC) de Hassi-Messaoud

L'intervention aéroportée est le mode d'action principal des parachutistes, ils sont également capables de s’engager sous protection de blindés avec des BTR-80 ou des Fuchs 2 et des véhicules de reconnaissance tactique, en très peu de temps, avec des armes et du matériel pouvant être largués ou héliportés sur une zone de combat.
Chaque régiment possède :
- 1 état major
- 5 compagnies de combat
- 1 compagnie de logistique
- 1 compagnie d'appui

Auparavant le 12e RPC comptait 2 compagnies d'opérations spéciales (la 41e et la 45e compagnie), ces deux compagnies ont fusionné pour créer le 41e bataillon d'opération spéciale (41e BOS) ils autonomes et ils sont l'équivalent du 75e régiment de rangers américain. 
Ce bataillon est l'unité d'élite des parachutistes des forces conventionnelles (hors forces spéciales). 
De plus, il existe également des sections spécialisées au sein des régiments de parachutistes, la première unité reconnue est une section spéciale du 4eRPC qui ont été vus pour la première fois lors de l'exercice "Chihab-2024" .  

## Missions
Les commandos parachutistes ont pour mission :
- La reconnaissance stratégique et spéciale
- L'action commando
- Le contre-terrorisme
- L'appui et le soutien aéromobile des opérations spéciales (en collaboration avec les forces spéciales algériennes)
- La protection rapprochée de VIP
- La récupération et la protection d'objectifs stratégiques
- La sécurisation des frontières
- La lutte contre la contrebande et le crime organisé

De plus les RPC sont beaucoup présents dans les missions de sécurisation des frontières notamment à la frontière Libyenne.

## Formation et entraînement
Les élèves parachutistes sont formés au centre de formation des troupes spéciales (CFTS) (pour les hommes du rang) qui dépend de l'école supérieure des troupes spéciales (ESTS) (qui forment les sous-officiers et officiers) de Biskra, où ils seront formés au :
À l’issue du stage, l'élève est soumis à un examen couronné d'un diplôme.
- Manipulation d'armes : tir au pistolet, fusil automatique etc.
- Combat en zone urbaine, désertique, forestière etc.
- Survie en milieu hostile
- Sabotage et démolitions
- Parachutisme
- Combat de main nue, à mains nues et avec des couteaux (en arme de poing ou au lancé)
- Combat rapproché, le Kuk Sool Won est enseigné aux futurs parachutistes
- Techniques d'opérations spéciales (opérations de reconnaissance, parachutage, patrouilles à l'intérieur des lignes ennemies, collecte de renseignements etc.)

De plus certains iront suivre une formation avancée au sein de l'école de formation commando et d'initiation au parachutisme (EFCIP) de Boghar.
Le niveau de formation y est très poussé dans tous les domaines du combat individuel et collectif (close-combat, tir, sabotage, camouflage, reconnaissance, parachutisme etc.).
Les instructeurs ainsi que les moniteurs sont également formés pendant 2 à 3 ans au 75th rangers et chez les special forces de l'armée américaine, et suivent également un cursus au Texas.

## Équipements et armements

### Armement

#### Arme de poing
- Glock 17
- Caracal

#### Fusil d'assaut
- AKMS
- AKM
- AK 103

#### Fusil mitrailleur
- RPD
- RPK
- PKM

#### Fusil de précision
- Zastava M93 Black Arrow (en)
- SVD
- HK-G3
- M40A3

#### Fusil à pompe
- RS 202P

#### Autres
- RPG-7
- RPG-29
- METIS-M1
- KORNET-E
- SA-18
- QW-2
- AGS-17
- AGS-30

### Équipement individuel
- Casque spectra, fast-ops core etc.
- Treillis des parachutistes (lizard, woodland désert)
- Gilet tactique
- Gilet pare-balles
- Gants
- Genouillères et coudières
- Holster de cuisse ou de ceinture
- Rangers
- Lunettes de protection
- Camelback
- Sac de combat

### Véhicules
- Mercedes-Benz Classe G en 4X4 et en pick-up
- Toyota Station en 4X4 ou en Pick-up
- Toyota Land Cruiser en 4X4 ou en Pick-up
- Mercedes-Benz Zetros
- Ford F150
- Mercedes-Benz Unimog
- SNVI M 120
- SNVI M 230
- SNVI M 260

#### Véhicules spéciaux
- Humvee
- Véhicule tout-terrain Ford F-150 avec Mobile Adjustable Ramp System (MARS)
- BTR 80
- Otokar Akrep (en)
- Fuchs 2